# 속폐쇄근
속폐쇄근(obturator internus, internal obturator muscle) 또는 내폐쇄근(內閉鎖筋)은 폐쇄막의 안쪽 표면, 막 근처의 궁둥뼈, 두덩뼈 가장자리에서 일어나는 근육으로, 작은궁둥구멍을 통해 골반을 나가 넙다리뼈에 닿는다.
일부는 작은골반 내에 위치하며 부분적으로는 엉덩관절 뒤쪽에 있다.
엉덩관절이 펴져 있을 때는 넙다리뼈를 가쪽으로 돌리고 엉덩관절이 굽혀져 있을 때는 넙다리뼈를 벌린다. 또한 넙다리뼈 머리를 절구에 고정시켜 안정하게 만드는 기능을 한다.

## 구조

### 이는곳
속폐쇄근은 골반의 앞가쪽 벽의 안쪽 표면에서 시작된다. 폐쇄구멍을 둘러싸고 있다. 두덩뼈 아래가지와 궁둥뼈, 그리고 골반가장자리 아래 및 뒤쪽에서 볼기뼈의 안쪽 표면 측면에 붙어 있다. 위쪽으로는 큰궁둥구멍의 위쪽 부분에서 아래쪽으로는 폐쇄구멍 뒤쪽에까지 이른다.
또한 폐쇄막의 골반 표면에서도 일어난다. 속폐쇄근 뒤쪽 부분에서는 예외이다. 뒤쪽 부분은 폐쇄동맥, 폐쇄정맥, 폐쇄신경이 지나가는 폐쇄관을 이루는 항문올림근의 힘줄활부터, 속폐쇄근을 덮고 있는 폐쇄근막까지를 말한다.

### 주행 경로
속폐쇄근 섬유는 작은궁둥구멍을 향해 모이고, 근육의 깊은 면에서 발견되는 4개 또는 5개의 힘줄 띠로 끝난다. 이 힘줄 띠는 궁둥뼈의 고랑처럼 파인 표면 위에서 직각으로 꺾이는데, 파인 표면은 궁둥뼈가시와 궁둥뼈결절 사이에 있다.
폐쇄신경은 속폐쇄근의 얕은쪽 표면을 통과한다. 음부신경은 속폐쇄근과 꼬리근의 가쪽면을 따라 주행한다. 궁둥신경은 속폐쇄근 뒷면보다 얕은 쪽으로 주행한다.

### 닿는곳
속폐쇄근의 힘줄은 몸쪽 넙다리뼈의 큰돌기에 닿는다.

### 신경 분포
속폐쇄근신경(L5, S1, S2)에 의해 지배된다.

## 기능
속폐쇄근은 골반바닥의 일부로서 골반 안의 방광을 지지하는 데 도움이 된다.

## 추가 이미지
위키미디어 공용에 속폐쇄근 관련 미디어 분류가 있습니다.

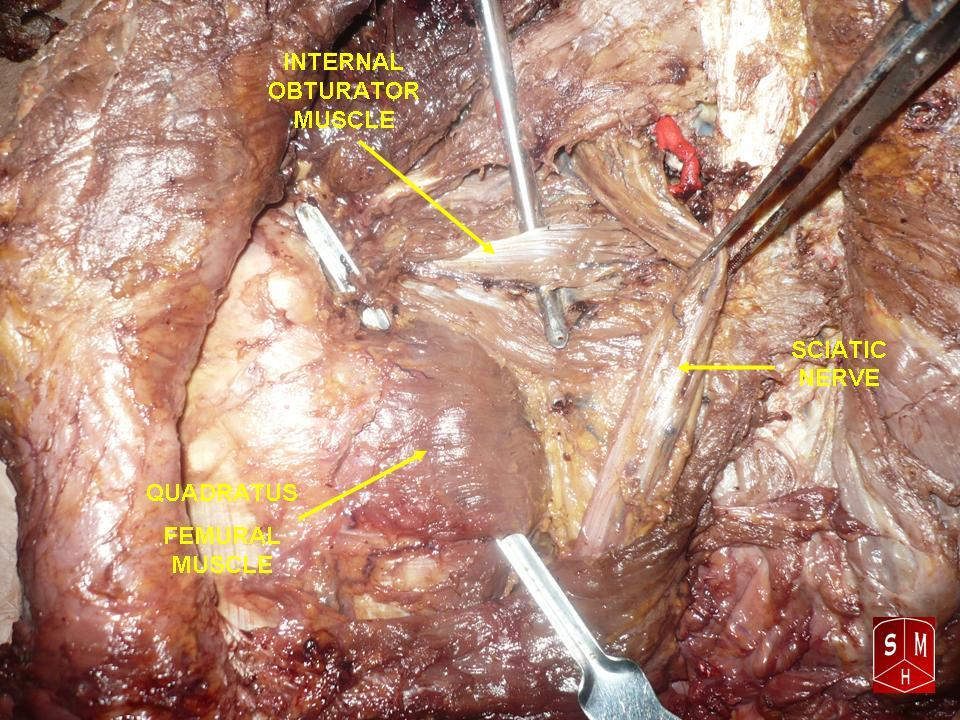
속폐쇄근
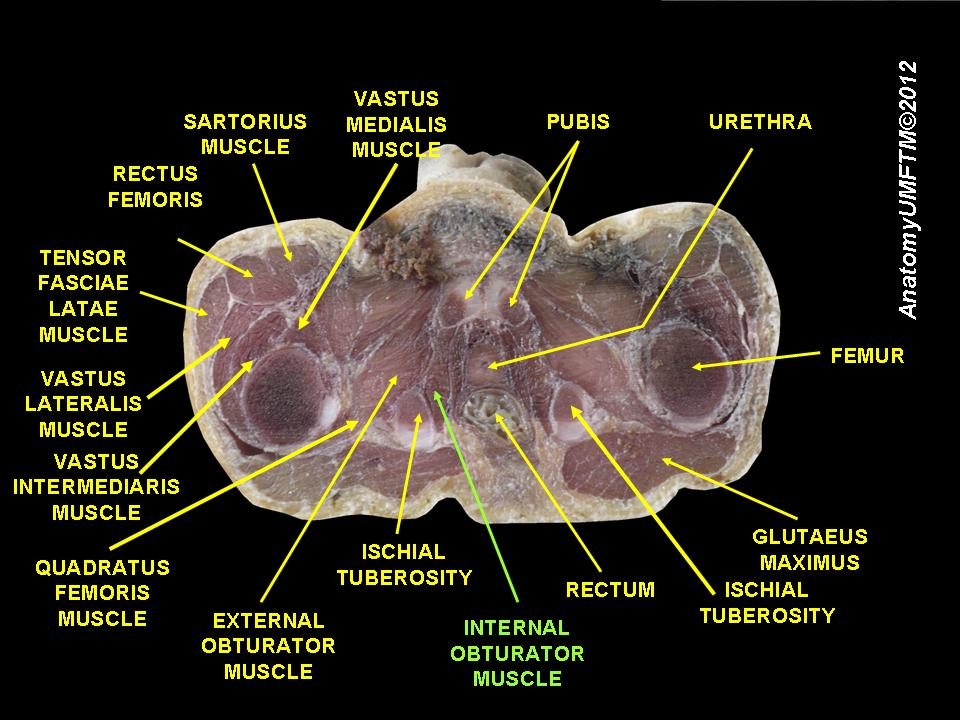
속폐쇄근
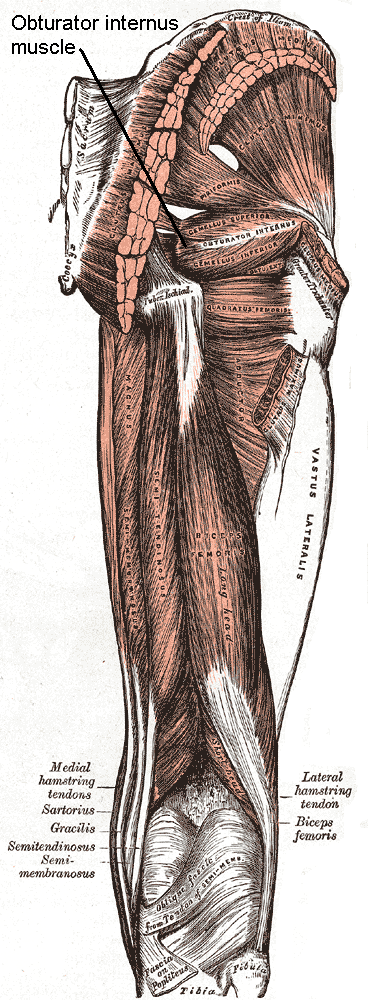
볼기와 넓적다리 뒤칸의 근육

## 참고 문헌
이 문서는 현재 퍼블릭 도메인에 속하는 그레이 해부학 제20판(1918) page 477의 내용을 기초로 작성된 글이 포함되어 있습니다.
1. ↑  “Obturator internus muscle”. 《Kenhub》 (영어). 2022년 2월 24일에 확인함.
2. 1 2 3 4 5 6 7  〈Chapter 2 - Abdominal and Pelvic Anatomy〉, 《Principles of Gynecologic Oncology Surgery》 (영어), Elsevier, 3-49쪽
3. ↑  〈Chapter 4 - Abdomen〉, 《Human Anatomy》 (영어), Churchill Livingstone, 71-123쪽
4. ↑  〈Chapter 35 - Injuries to the Nerves of the Abdominopelvic Region〉, 《Nerves and Nerve Injuries》 (영어), Academic Press, 545-555쪽
5. ↑  〈Chapter 5 - Anatomy and physiology of the lower urinary tract〉, 《Handbook of Clinical Neurology》 (영어), Elsevier, 61-108쪽
6. ↑  〈2 - Mechanisms and pathology of injury〉, 《Kline and Hudson's Nerve Injuries (Second Edition)》 (영어), W.B. Saunders, 23-42쪽
7. ↑  〈Chapter 19 - Compression and entrapment neuropathies〉, 《Handbook of Clinical Neurology》 (영어), Elsevier, 311-366쪽
8. ↑  〈CHAPTER 29 - Ultrasound of the bladder〉, 《Clinical Ultrasound (Third Edition)》 (영어), Churchill Livingstone, 550-571쪽